# Libre échange (film, 2010)
Pour les articles homonymes, voir Libre-échange (homonymie).
Pour plus de détails, voir Fiche technique et Distribution.
Libre échange est un film français réalisé par Serge Gisquière sorti le 20 décembre 2010 en Belgique et en France.

## Synopsis
Marthe fait la rencontre de Jocelyne dans les rues de Bruxelles. Chacune a ses petits soucis avec son mari. Petit à petit, leurs destins vont changer.

## Fiche technique
- Titre : Libre échange
- Réalisateur : Serge Gisquière
- Scénario : Serge Gisquière
- Musique : Annika Grill & Édith Fambuena
- Photographie : Christophe Offenstein
- Cascades : Olivier Bisback
- Producteurs : Charlotte Corrigan, Serge de Poucques, Sylvain Goldberg, Adrian Politowski, Dimitri Rassam, Gilles Waterkeyn
- Sociétés de production : Chapter 2, ARP Sélection, Bidibul Productions, uFilm, Nexus Factory, Onyx Films, Onyx Lux, Canal+, TPS Star, Umedia
  - avec le soutien de la région Wallonne, du Grand-Duché de Luxembourg, de la ville de Bruxelles et du Tax shelter du gouvernement de Belgique
- Sociétés de distribution : uDream, ARP Sélection, All Media Company
- Montage : Yann Malcor
- Casting : Michaël Bier et Katja Wolf
- Budget : 6.52M€
- Box-office France : 89 503 entrées
- Sorties : 20 décembre 2010  Belgique,  France

## Distribution
- Carole Bouquet : Marthe
- Julie Depardieu : Jocelyne Delvaux
- Serge Gisquière : Carl
- Éric De Staercke : Vandersteen
- Philippe Magnan : Ménar
- Bruno Georis : Le coiffeur agent secret
- David Gilson : Le plombier-shampouineur
- Erico Salamone : Le client italien
- Gordon Wilson : Le client anglais
- Renaud Rutten : Tueur scientifique
- Philippe Résimont : Tueur aquatique
- Valérie Muzzi : Femme italienne
- Fabrice Dupuy : Le mari de Jocelyne
- Jean-Marie Debol : Réceptionniste hôtel
- Fabrice Adde : Garçon d'étage hôtel
- Patrick Hastert : Homme d'affaires allemand
- Joël Delsaut : Homme d'affaires français
- Tom Leick : Homme d'affaires anglais
- Gaël Maleux : Vendeur électroménager
- Jérôme Varanfrain : Maître d'hôtel
- Valérie Bodson : La femme au yorkshire
- Shiva Gholamianzadeh : Standardiste hôtel
- Marco Lorenzini : Serveur café
- Luc Spada : Groom hôtel
- Mehdi Khelfat : Journaliste Belgique (voix)
- Fred Bianconi : Journaliste France (voix)
- Carine Seront : (voix)
- Marie Van Ermenghem : (voix)
- Olivier Cuvellier : (voix)
- David Manet : (voix)
- Claude Breda :
- Lila Victoire : Fille au cocktail (non créditée)
- Rupert Wynne-James : Charmeur (non crédité)

Michael Thiebaut : un garde du corps (non crédité)